# Barrington (Nova Jersey)
Barrington és una població dels Estats Units a l'estat de Nova Jersey. Segons el cens del 2006 tenia 7.084 habitants.

## Demografia
Segons el cens del 2000, Barrington tenia 7.084 habitants, 3.028 habitatges, i 1.831 famílies. La densitat de població era de 1.698,8 habitants/km².
Dels 3.028 habitatges en un 25,9% hi vivien nens de menys de 18 anys, en un 46,9% hi vivien parelles casades, en un 10,4% dones solteres, i en un 39,5% no eren unitats familiars. En el 33,6% dels habitatges hi vivien persones soles el 15,2% de les quals corresponia a persones de 65 anys o més que vivien soles. El nombre mitjà de persones vivint en cada habitatge era de 2,34 i el nombre mitjà de persones que vivien en cada família era de 3,04.
Per edats la població es repartia de la següent manera: un 21,1% tenia menys de 18 anys, un 7,6% entre 18 i 24, un 32,2% entre 25 i 44, un 21,4% de 45 a 60 i un 17,6% 65 anys o més.
L'edat mediana era de 38 anys. Per cada 100 dones de 18 o més anys hi havia 87 homes.
La renda mediana per habitatge era de 45.148 $ i la renda mediana per família de 59.706 $. Els homes tenien una renda mediana de 41.211 $ mentre que les dones 31.927 $. La renda per capita de la població era de 24.434 $. Aproximadament el 0,4% de les famílies i l'1,9% de la població estaven per davall del llindar de pobresa.

## Poblacions més properes
El següent diagrama mostra les poblacions més properes.